# Aéroport d'East Midlands
L'aéroport des Midlands de l'Est (anglais : East Midlands Airport) est un aéroport britannique (code IATA : EMA • code OACI : EGNX) de l'Est des Midlands, au centre de l'Angleterre, près de Castle Donington dans le Leicestershire. Il se situe entre les villes de Derby, Leicester et Nottingham, toutes dans un rayon de 30 km autour de l'aéroport. Il dessert ainsi les comtés de Derbyshire, Nottinghamshire et Leicestershire et aussi le Yorkshire du Sud grâce à la proximité de l'autoroute M1.
Le trafic aérien a atteint un pic en 2008, où il fut de 5,6 millions de passagers. Cependant, ce chiffre a décliné, en 2013, l'aéroport a accueilli 4,3 millions de passagers. Ce qui fait de l'aéroport des East Midlands, le 11e aéroport du Royaume-Uni en nombre de passagers. Il offre 30 vols réguliers pour et en provenance de toute l'Europe.
L'aéroport est la propriété du Manchester Airports Group (MAG) qui est contrôlé par dix boroughs urbains du Grand Manchester et le plus grand groupe aéroportuaire britannique.
EMA est le second aéroport de fret du Royaume-Uni, ce qui crée problème avec les habitants des environs de l'aéroport qui ne souhaitent pas voir le trafic de nuit augmenter.

## Situation

### Carte des aéroports commerciaux d'Angleterre
| Birmingham Bournemouth Bristol Doncaster · Sheffield Durham · Tees Valley East Midlands Exeter Humberside Land's · End Leeds-Bradford Liverpool L.-City L.-Gatwick L.-Heathrow L.-Luton L.-Southend L.-Stansted Lydd Manchester Newcastle · Upon Tyne Newquay · Cornouailles Norwich Southampton St Mary des Sorlingues Carlisle Lake |

## Statistiques
Le graphique qui aurait dû être présenté ici ne peut pas être affiché car il utilise l'ancienne extension Graph, désactivée pour des questions de sécurité. Des indications pour créer un nouveau graphique avec la nouvelle extension Chart sont disponibles ici.

Voir la requête brute et les sources sur Wikidata.

## Compagnies aériennes et destinations

### Passagers
| Compagnies   | Destinations |
| ------------ | --- |
| Aer Lingus   | Belfast-G. Best |
| Aurigny      | Guernesey |
| BH Air       | En saison : Bourgas |
| Blue Islands | Jersey |
| Jet2.com     | - Alicante-Elche, - Antalya, - Faro, - Fuerteventura, - Lanzarote-Arrecife, - Las Palmas/Gran Canaria, - Madère-C. Ronaldo, - Malaga-Costa del Sol, - Ténériffe-Sud Reine Sofia En saison : - Bodrum-Milas, - Bourgas, - Corfou-I. Kapodístrias, - Cracovie-Jean-Paul II, - Dalaman, - Dubrovnik, - Genève-Cointrin, - Gérone-Costa Brava, - Héraklion-N. Kazantzákis, - Ibiza, - Izmir-A. Menderes, - Jersey, - Céphalonie, - Kos, - Larnaca, - Malte, - Minorque-Mahón, - Naples-Capodichino, - Palma de Majorque, - Paphos, - Prague-Václav-Havel, - Reus, - Reykjavik-Keflavík, - Rhodes-Diagoras, - Salzbourg-W. A. Mozart, - Santorin, - Skiathos-A. Papadiamándis, - Vérone - Villafranca, - Zante D.-Solomós En saison charter: Sofia-Vrajdebna |
| Ryanair      | - Alicante-Elche, - Belfast, - Bergame-Orio al Serio, - Berlin-Brandebourg, - Budapest-Ferenc Liszt, - Cork, - Cracovie-Jean-Paul II, - Dublin, - Faro, - Fuerteventura, - Knock-Irlande Ouest, - Lanzarote-Arrecife, - Limoges-Bellegarde, - Malaga-Costa del Sol, - Riga, - Rzeszów, - Ténériffe-Sud Reine Sofia, - Wrocław-N. Copernic En saison : - Barcelone-El Prat, - Bergerac-Dordogne-Périgord, - Carcassonne, - Corfou-I. Kapodístrias, - Gérone-Costa Brava, - La Canée I.-Daskaloyánnis, - Malte, - Marseille-Provence - Minorque-Mahón, - Palma de Majorque, - Pise-Galileo Galilei, - Région de Murcie, - Reus, - Rhodes-Diagoras, - Rome - G. B. Pastine (Ciampino), - Trévise-Sant'Angelo, - Valence                                    |
| TUI Airways  | - Alicante-Elche, - Charm el-Cheikh, - Hurghada, - Lanzarote-Arrecife, - Las Palmas/Gran Canaria, - Malaga-Costa del Sol, - Sal-A. Cabral, - Ténériffe-Sud Reine Sofia En saison : - Antalya, - Chambéry, - Corfou-I. Kapodístrias, - Dalaman, - Dubrovnik, - Enfidha-Hammamet , - Faro, - Héraklion-N. Kazantzákis, - Ibiza, - Céphalonie, - Kittilä, - Kos, - Larnaca, - Minorque-Mahón, - Naples-Capodichino, - Palma de Majorque, - Paphos, - Rhodes-Diagoras, - Salzbourg-W. A. Mozart, - Santorin, - Skiathos-A. Papadiamándis, - Turin S.-Pertini (Caselle), - Zante D.-Solomós |

Actualisé le 30/03/2023

### Cargo
| Compagnies                                  | Destinations |
| ------------------------------------------- | --- |
| ASL Airlines Belgium                        | Belfast-International, Liège |
| Atlantic Airlines                           | Jersey, Bâle/Mulhouse |
| DHL Aviation opéré par AeroLogic            | Leipzig/Halle, Francfort, Hong Kong |
| DHL Aviation opéré par ASL Airlines Ireland | Leipzig/Halle, Paris-Charles de Gaulle, Shannon |
| DHL Aviation opéré par DHL Air UK           | Amsterdam, Belfast-International, Bergame, Bruxelles, Cincinnati, Cologne/Bonn, Copenhague, Dublin, Édimbourg, Francfort, Leipzig/Halle, Londres-Heathrow, Madrid, New York-JFK, Paris-Charles de Gaulle, Shannon, Vitoria |
| DHL Aviation opéré par Kalitta Air          | Cincinnati Charter saisonnier : Bruxelles |
| DHL Air UK opéré par Atlantic Airlines      | Aberdeen, Cologne/Bonn |
| DHL Aviation opéré par Southern Air         | Leipzig/Halle |
| DHL Air UK opéré par Swiftair               | Bergame, Vitoria, Cologne/Bonn |
| Etihad Cargo                                | Abou Dabi, Amsterdam |
| Icelandair Cargo                            | Liège, Reykjavík-Keflavík |
| Royal Mail opéré par West Atlantic          | Aberdeen, Belfast-International, Cardiff, Ile de Man, Édimbourg, Bournemouth, Guernesey |
| Royal Mail opéré par Jet2.com               | Belfast-International, Édimbourg, Exeter, Newcastle upon Tyne |
| Royal Mail opéré par Loganair               | Aberdeen |
| Royal Mail opéré par Titan Airways          | Bournemouth |
| RVL Aviation                                | Dublin, Guernesey, Ile de Man |
| UPS Airlines                                | Cologne/Bonn, Louisville, Philadelphie |
| UPS Airlines opéré par Star Air (Maersk)    | Cologne/Bonn, Belfast-International, Édimbourg |
| Woodgate Aviation                           | Dublin |

L'aéroport d'East Midlands est la deuxième base aérienne de fret après Londres-Heathrow.

## Accident
- Un Boeing 737-400 qui assurait le vol 92 de la British Midland s'est écrasé le 8 janvier 1989 sur un talus de l'autoroute M1 près du village  Kegworth à quelques centaines de mètres de la piste de l'aéroport. À la suite d'un problème moteur, l'avion s'était détourné de sa destination initiale (Belfast) et essayait de faire un atterrissage d'urgence à l'aéroport d'East Midlands. 47 personnes furent tuées et 74 dont les 7 membres d'équipage gravement blessés.